# Anoploderma
Anoploderma is een geslacht van kevers uit de familie Vesperidae. De wetenschappelijke naam van het geslacht werd in 1840 gepubliceerd door Félix Édouard Guérin-Méneville-Méneville.

## Soorten
Anoploderma omvat de volgende soorten:
- Anoploderma bicolor Guérin-Méneville, 1840
- Anoploderma breueri Lameere, 1912
- Anoploderma peruvianum Dias, 1986